# Fassúta
Fassúta nebo Fasuta (hebrejsky פַסּוּטָה, arabsky فسّوطه‎, v oficiálním přepisu do angličtiny Fassuta) je místní rada (malé město) v Izraeli, v Severním distriktu, které obývají izraelští Arabové.

## Geografie
Leží v nadmořské výšce 626 m na planině obklopené kopcovitou krajinou Horní Galileje, přibližně 38 km severně od Nazaretu, 118 km severovýchodně od centra Tel Avivu a 40 km severovýchodně od centra Haify. Severně od obce začíná vodní tok Nachal Šarach, do kterého ústí vádí Nachal Biranit, na jehož severní straně se poblíž hranice s Libanonem zvedá vrch Har Biranit. Nachal Šarach pak prochází v jistém odstupu severně od města, za ním se zvedá prudký terénní stupeň s několika dílčími vrcholky jako Har Conam, Har Avi'ad a Har Sar Šalom. Jihozápadně od města se terén pozvolna svažuje do kaňonu vádí Nachal Kziv, kam odtud směřuje také boční vádí Nachal Zavit.
Fassúta se nachází v středně zalidněném sídelním pásu v nejsevernější části Galileje, 3 km od hranic Libanonu. Osídlení v tomto regionu je etnicky smíšené. Vlastní město je osídleno izraelskými Araby, pás vesnic severně odtud bezprostředně při libanonských hranicích je převážně židovský. Fassuta je na dopravní síť napojena pomocí místní komunikace číslo 8925.

## Dějiny
Fassúta vznikla před 150 lety[kdy?] jako muslimsko-křesťanská arabská vesnice situovaná na místě staršího židovského sídla Mifšata (מפשטה), které se tu připomíná počátkem letopočtu v Talmudu a Mišně. Později ve středověku tu stála křižácká pevnost Fassove. Někteří současní obyvatelé jsou potomci arabských rodin, které sem v 19. století přesídlily ze Sýrie (rod Šammasů) a Libanonu.
Fassúta byla stejně jako celá oblast severní Galileje dobyta izraelskou armádou během První arabsko-izraelské války v říjnu 1948 v rámci operace Chiram. Izraelské jednotky vstoupily do obce 30. října 1948. Obyvatelstvo nebylo vysídleno a vesnice si udržela svůj arabský ráz. V roce 1965 byla vesnice povýšena na místní radu (malé město). V současnosti jde o výlučně křesťanské sídlo. V obci fungují zařízení předškolní péče i základní škola.
Během druhé libanonské války v roce 2006 zažila obec raketové útoky z Libanonu. Po válce si místní obyvatelé stěžovali, že od izraelské vlády nedostávají dostatečné finanční kompenzace za utrpěné škody. V roce 2008 byl místní rodák Louis Balut, důstojník izraelské armády, obžalován vojenským soudem ze špionáže pro libanonské islamistické hnutí Hizballáh a poslán na 11 let do vězení.

## Demografie
Fassúta je etnicky čistě arabské město. Podle údajů z roku 2005 tvořili 99,6% obyvatel arabští křesťané a 0,3 % arabští muslimové. Jde o menší sídlo spíše vesnického typu. K 31. prosinci 2014 zde žilo 2977 lidí. Během roku 2014 populace stoupla o 0,4 %. Růst obyvatelstva obce je ve srovnání s muslimskými sídly velmi pomalý.
| Rok            | 1922 | 1945  | 1948  | 1949  | 1961  | 2002  | 2003  | 2004  | 2005  | 2006  | 2007  | 2008  | 2009  | 2010  | 2011  | 2012  | 2013  | 2014  |
| -------------- | ---- | ----- | ----- | ----- | ----- | ----- | ----- | ----- | ----- | ----- | ----- | ----- | ----- | ----- | ----- | ----- | ----- | ----- |
| Počet obyvatel | 459  | 1 050 | 1 050 | 1 020 | 1 300 | 2 860 | 2 881 | 2 876 | 2 901 | 2 921 | 2 942 | 2 944 | 2 886 | 2 923 | 2 918 | 2 911 | 2 964 | 2 977 |